# 천평 계곡 전투
1950년 8월 21일 천평 계곡 전투 제2차 전투는 미군에게는 볼링 앨리 전투로 알려진 전투로 다부동 전투의 승기를 잡은 전투이다. 국군 제1사단과 미군 제25사단이 적13사단과 벌인 다부동 지구 전투의 하나로 최초의 한미연합작전이며 최초의 전차전으로 중요한 의의를 지니고 있다.

## 배경

### 병력 배치
1950년 8월 17일 미 제8군사령관 워커 중장은 국군 제1사단의 상황이 매우 위급하다는 것을 확인하고 미 제25사단 제27연대(연대장 마이켈리스 대령)를 제1사단에 증원하고, 19일에는 1개 대대가 감소된 미 제2사단 제23연대(연대장 프리먼 대령)를 1사단 주저항선 직후방에 배치하였다.
또한 육군본부에서도 같은 날 제8사단 제10연대를 제1사단에 배속해 사단의 전투력이 증강되었다. 이 무렵 제1사단 정면에는 적3사단, 적13사단 적15사단 3개사단이 공격을 기도하고 있었다. 제1사단에 이렇 듯 많은 증원 부대를 투입하지 ㅇ낳았다면 다부동 방어진지가 무너지는 것은 시간 문제였다. 특히 신주만에서 다부동으로 이르는 접근로에는 가장 많은 전차 14대를 재보급 받은 적의 전차연대가 공격 준비를 완료하고 기회를 노리고 있었다.
미 제27연대 연대장 마이켈리스 대령은 제1사단 사령부를 방문하여 그에게 부여된 임무를 설명하고 연합작전에 대해 서로 협조하였다. 미 제27연대는 제1사단에 배속되거나 작전통제하에 들어간 것은 아니나 역사상 처음으로 미군이 한국군 사단 방어지대에 투입되어 작전하는 까닭에 한미연합작전의 효시로서 중요한 의의를 지니고 있었다.
8월 17일 오후 미 제27연대장은 진목정-소이리 일대를 직접 답사하면서 지형을 정찰하고 연대 전투지휘소를 삼학동에 설치하였다. 이 때 제11연대 장병들은 미군 연대장이 통신병 1명만 데리고 최전선의 총탄이 교차되는 지점까지 나아가 적정을 살피는 것을 보고 감격하였다.

### 방어진지 구축
다음날 8월 18일 13:00시 소이리 북쪽 400~500미터까지 진출한 미 제27연대는 5번 도로 좌측 일대에 제1대대를, 그 우측에 제2대대를 배치하였으며, 제3대대는 예비로서 우계산 466고지를 점령하였다. 그리고 전차중대는 최전방 도로 및 개울가에 각 2대씩 배치하고 4대를 그 후방에 예비로 두는 한편 3.5인치 로켓포 6문도 도로와 개울가에 사격진지를 준비함으로써 대전차방어를 위한 방어진지를 구축하였다.
국군 제1사단 11연대 제1대대는 미군에게 신주막-다부동 골자기인 복곡 방어지대를 인계한 후 위봉 골재에서 북쪽으로 뻗은 높이 400~500미터의 능선으로 진출하였고 제15연대 제2대대는 가산의 356고지 일대를 고수하고 있었다.

## 전투 경과

### 전초전
이날 18일 저녁 북한군은 전차 5대를 포함한 보전협동 공격을 시도하였다. 북한군은 다부동 접근로에 미군이 투입된 것을 전혀 모르고 사격을 가하며 접근하고 있었다. 얼마 후 적 전차 2대가 미 제27연대의 F중대의 방어진지 안으로 접근하였을 때 그 중 한 대가 3.5인치 로켓포탄에 맞아 화염에 휩싸이자 다른 한 대의 승무원은 전차를 버리고 도주하였다. 후속하던 적 전차 3대도 미군의 치열한 포병사격을 받고 후퇴하였다. 그로부터 2시간 뒤 적은 다시 공격을 하였으나 미군의 탄막사격에 의해 격퇴되었다.
그렇지만 8월 18일 새벽에는 가산에서 침투한 일부의 적이 사격한 박격포 포탄이 대구역 부근에 떨어지자 대구의 위기는 더욱 고조되었다. 이 출격으로 이날 정부가 부산으로 이동하고 피난령이 하달되어 대구는 일대 혼란에 휩싸였다. 그러나 조병옥 내무부 장관이 경찰과 함께 가두에 나서 피난령을 취소하고 가까스로 민심을 수습하였다.
다음날 19일은 소강상태로 하루를 보내고 8월 20일 주간에는 유엔공군의 대대적인 항공폭격이 실시되었다. 그러나 전투기를 유도하는 전방항공통제관이 제11연대 예하 대대에는 파견되지 않았던 탓으로 674고지의 아군이 오폭으로 많은 피해를 입었고, 또 448고지 일대에도 폭격하였기 때문에 이곳에 배치된 제11연대 제1대대가 진목정으로 철수하였다가 이날 저녁에 다시 그 고지로 이동하였다.
이윽고 8월 20일 17:00시경에는 적의 포탄이 다부동 접근로로 떨어지고 뒤이어 적 전차가 보병과 함께 은밀하게 접근하여 왔다. 이 때 미군은 침묵을 지키다가 그들이 지뢰지대에 이르러 지뢰를 제거하자 탄막사격으로 적을 격퇴하였다. 이날 밤 02:00~03시 사이에 1개 대대 규모의 북한군이 접근하였다. 아군은 그들을 50미터까지 바싹 전진하도록 유인한 다음 기습사격을 가하고 수류탄으로 살상지대를 형성하여 격멸하였다.

### 볼링장 전투
8월 21일 아침 제11연대 제1대대는 5번 도로 좌측의 356고지를 탈취하고 진지를 구축하였다. 이로써 다부동 접근로 좌측의 15연대 제2대대가 배치된 356고지와 더불어 다부동 접근로의 좌우 양측 감제고지를 장악하였다.
이날 밤 다부동 천평 계곡에서 6.25 최초로 전차전이 전개되었다. 적은 전차와 자주포를 앞세워 조공을 제11연대로, 주공을 미 제27연대 정면으로 지향하여 대규모 야간역습을 감행하였다. 그들은 예상한 대로 결전을 시도한 듯 대대적인 야간공격을 개시하였다.
신주막-다부동 접근로의 양측 능선을 따라 각각 1개 대대규모의 북한군이 은밀히 접근하고 있었고, 5번 도로를 따라 북한군 보전협동부대가 공격해 오고 있었다. 미 제27연대는 방어진지 최전방에 배치된 C중대로부터 적 접근 보고를 받고 즉각 조명탄을 발사하였다. 북한군은 전차 7대와 자주포 3문이 사격을 하면서 전진해 왔고, 그 뒤로 19대의 차량과 산개한 보병이 도로 양쪽을 이용하여 뒤따라 왔다.
미군은 가용한 모든 화력을 집중하여 북한군 보병과 전차를 분리시켰고, 미군 전차도 약 200미터 거리에서 전차포를 사격하여 적 전차 1대를 파괴하였으며, 또 1대의 적 전차는 진지 전방에 설치된 대전차호에 빠졌다. 그들은 선두 전차조가 파괴당하자 추속하던 전차와 자주포는 정지한 채 아군에게 포격을 가해왔다. 이리하여 개전 이래 처음으로 전차 대 전차의 사격전이 벌어졌다.
다부종 접근로의 좁은 골짜기에는 쌍방의 전차포에서 발사된 철갑탄의 탄환이 5시간 동안이나 불꽃을 튀기면서 밤하늘을 수놓았고, 그 굉음은 산야를 진동시켰다. 다부동 접근로 한 복판에서 이 광경을 지켜보던 F중대 장병들은 전차포의 포탄 덩어리가 교차되는 것을 보고 볼링이 굴러가는 모양을 연상하게 되어 이날 밤의 전차전을 '볼링앨리(Bowling Alley) 전투'라고 이름 붙였다.
다음날 22일 날이 밝은 다음 미군 정찰대는 진전에 파괴된 적 전차 9대와 자주포 4문 그리고 여러 대의 차량과 1,300여구의 시체를 확인하고 11명을 포로로 잡았다. 이로써 대구를 목표로 다부동으로 공격하던 적은 75%의 병력이 손실되고 나머지는 간신히 철수한 것으로 판단되었다.
한편 다부동 접근로상의 좌우 양측 능선으로 접근하던 북한군은 전투력을 집중하지 않고 소대규모 병력을 축차적으로 투입하다가 끝내 아군 방어진지 전에서 격멸되고 말았다.
8월 25일부터 다부동 전선의 위기가 사라지자 미 제8군사령관 워커 중장은 미 제27연대를 국국 제1사단의 증원임무에서 해제하였다. 이에 제11연대는 26일 03:45분에 미 제 27연대의 방어지역을 인수하였다. 이로써 미 제27연대는 8일간의 격전을 치르고 8월 31일 08:00시에 병력은 기차로 차량은 육로로 출발하여 31일 밤 20:30분까지 미 제25사단 사령부가 있는 마산으로 이동 완료하였다.
한편 미 제8군은 다부돈 전선에 지향되었던 북한군 제15사단이 8월 20일~21일 사이에 영천지역으로 이동한 사실을 뒤늦게 알았다. 북한군은 8월 20일 밤 더 이상 다부동 전선을 돌파할 수 없다고 판단하여 유학산 일대에 전개한 북한군 제15사단을 의성방면으로 이동시킨 후 국군 제8사단정면 연천방면으로 공격하도록 이무를 부여하였던 것이다. 이로써 북한군 제3사단 일부가 수암산 일대에, 제13사단이 유학산 우측면을 담당하게 되어 공격력이 크게 약화되었다.

## 결과
8월 18일부터 25 일까지 진행된 천평 계속 전투 결과 확인 된 북한군 손실에는 T-34 전차 13 대, SU-76 자주포 5 대, 트럭 23 대가 포함되었다. 인민군 제 13 사단의 부대는 전투 중 3,000 명이 사망, 부상, 포로로 추정되는 심각한 사상자를 냈다. 사단은 재건을 위해 철수했다. 8월 12일부터 25 일까지 북한 군들의 총 사상자는 5,690 명이었다.
전투 중 미국의 손실은 매우 적었다. 다른 유엔군이 공세적 작전에서 조선 인민군에 대해 유사한 압박을 가할 때 큰 대가를 치르던 당시 전투에서는 이례적이었다. 미군 보병은 27연대에서 5 명 사망 54 명 부상, 23연대에서 3 명 사망 16 명 부상을 입었다. 이로 인해 미국 총 사상자 수는 8 명, 70 명은 부상을 입었다. 한국군은 전투 중에 훨씬 더 많은 고통을 겪었다. 약 2,300 명의 군인이 전투에서 사망했다. 2,244 명의 남자와 56 명의 장교. 그러나 자원군들이 한국을 위해 싸우기 위해 주변 시골에서 쏟아져 들어 왔기 때문에 이러한 손실은 심각하지 않았습니다.

## 참고
국방부, <<한국전쟁사>>, 1970